# Be Mad
Be Mad es un canal español de televisión en abierto, operado por Mediaset España y fundado el 21 de abril de 2016. Su programación trata principalmente sobre cine.

## Historia
Después de que el Consejo de Ministros otorgara a Mediaset España una de las tres licencias de TDT en alta definición, las cuales se adjudicaron el 16 de octubre de 2015 junto a las otras tres licencias en definición estándar, el grupo audiovisual lanzó a modo de prueba Boing HD. Más tarde, hizo lo propio con Energy HD y, finalmente, se anunció el nombre del nuevo canal: Be Mad. Este comenzó sus emisiones el 21 de abril de 2016.
Tras seis años dedicándose a la emisión de documentales, telerrealidad y reposiciones de programas de Cuatro y Telecinco, Mediaset España apostó por convertir Be Mad en un canal de cine desde el 1 de septiembre de 2022, aprovechando sus acuerdos cinematográficos con productoras como Walt Disney Pictures, Sony Pictures, Universal Pictures, Warner Bros. o StudioCanal.

## Programación
En sus primeros años, Be Mad englobaba su programación en diferentes contenedores. Así, encontrábamos Be Mad Travel, Be Mad Nature, Be Mad Mechanic, Be Mad Planet, Be Mad Investigation, Be Mad Extreme, Be Mad Food, Be Mad Live!, Be Mad History, Be Mad Movies, Be Mad Science, Be Mad Mystery y Be Mad Sports.
Desde el otoño de 2022, Be Mad se dedica exclusivamente al séptimo arte. Entre la oferta de cine, destacan películas como Apocalypse Now, Encuentros en la Tercera Fase, Instinto Básico, Lawrence de Arabia, la saga de El planeta de los simios, Batman, El puente sobre el río Kwai, Tiburón o Los Goonies, dentro de un catálogo de más de doscientos largometrajes.

## Eslóganes
- 2016-2022: Make a difference
- 2022-presente: Be Mad locos por el cine

## Audiencia
Evolución de la cuota de pantalla mensual y anual. Están en negrita y azul los meses en que hizo récord de audiencia.
| Año  | Enero | Febrero | Marzo | Abril  | Mayo | Junio | Julio | Agosto | Septiembre | Octubre | Noviembre | Diciembre | Media anual |
| ---- | ----- | ------- | ----- | ------ | ---- | ----- | ----- | ------ | ---------- | ------- | --------- | --------- | ----------- |
| 2016 | -     | -       | -     | 0,1%** | 0,5% | 0,5%  | 0,5%  | 0,7%   | 0,5%       | 0,6%    | 0,6%      | 0,5%      | 0,6%        |
| 2017 | 0,5%  | 0,5%    | 0,5%  | 0,5%   | 0,6% | 0,7%  | 0,6%  | 0,8%   | 0,6%       | 0,6%    | 0,6%      | 0,6%      | 0,6%        |
| 2018 | 0,6%  | 0,6%    | 0,6%  | 0,6%   | 0,5% | 0,6%  | 0,7%  | 0,8%   | 0,7%       | 0,6%    | 0,6%      | 0,7%      | 0,6%        |
| 2019 | 0,6%  | 0,6%    | 0,6%  | 0,6%   | 0,5% | 0,5%  | 0,5%  | 0,6%   | 0,4%       | 0,5%    | 0,5%      | 0,6%      | 0,5%        |
| 2020 | 0,6%  | 0,6%    | 0,5%  | 0,7%   | 0,7% | 0,7%  | 0,8%  | 0,9%   | 0,7%       | 0,6%    | 0,6%      | 0,7%      | 0,7%        |
| 2021 | 0,7%  | 0,7%    | 0,6%  | 0,6%   | 0,6% | 0,7%  | 0,8%  | 0,6%   | 0,6%       | 0,6%    | 0,6%      | 0,7%      | 0,7%        |
| 2022 | 0,7%  | 0,6%    | 0,5%  | 0,6%   | 0,5% | 0,6%  | 0,7%  | 0,8%   | 0,9%       | 0,9%    | 0,9%      | 1,0%      | 0,7%        |
| 2023 | 1,1%  | 1,2%    | 1,1%  | 1,3%   | 1,4% | 1,4%  | 1,4%  | 1,6%   | 1,4%       | 1,5%    | 1,5%      | 1,7%      | 1,4%        |
| 2024 | 1,7%  | 1,7%    | 1,8%  | 1,9%   | 1,9% | 1,7%  | 1,7%  | 2,0%   | 2,0%       | 1,9%    | 1,9%      | 1,9%      | 1,8%        |
| 2025 | 2,1%* | 1,9%    | 1,9%  | 1,9%   | 1,8% | 1,8%  | 1,8%  |        |            |         |           |           |             |